# Зелиньский, Томаш
То́маш Берна́рд Зели́ньский (пол. Tomasz Bernard Zieliński; род. 29 октября 1990 в Накло-над-Нотецью) — польский тяжелоатлет, бронзовый призёр Олимпийских игр 2012 года в категории до 94 кг, чемпион Европы 2016. Младший брат олимпийского чемпиона Адриана Зелиньского.

## Карьера
Дебютировал на международной арене в 2008 году на молодёжном чемпионате мира, где выступал в весовой категории до 77 кг. В 2009 году завоевал бронзу на молодёжном чемпионате мира в весовой категории до 85 кг и серебро на молодёжном чемпионате Европы в весовой категории до 94 кг.
На взрослом уровне дебютировал в 2010 году на чемпионате мира в Анталье (Турция), где с результатом 374 кг стал 12-м.
Участник Олимпийских игр 2012 года в Лондоне, где принимал участие в весовой категории до 94 кг, и стал 9-м с результатом 385 кг (175 кг — рывок, 210 кг — толчок). Однако, после дисквалификации 7 атлетов (6 из которых располагались выше в турнирной таблице), к поляку перешла бронзовая медаль игр.
В 2014 году на чемпионате Европы 2014 года в Тель-Авиве (Израиль) Томаш Зелиньский стал вторым в категории до 94 кг, уступив лишь брату Адриану.
В 2016 году на чемпионате Европы 2016 года в Фёрде (Норвегия) Томаш Зелиньский с результатом 387 кг (176 кг — рывок, 211 кг — толчок) стал чемпионом Европы.

## Спортивные результаты
| Год  | Соревнование            | Место проведения | Весовая категория | Рывок  | Толчок | Сумма двоеборья | Место |
| 2010 | Чемпионат мира          | Анталья          | до 94 кг          | 166 кг | 208 кг | 374 кг          | 12    |
| 2011 | Чемпионат Европы        | Казань           | до 94 кг          | 166 кг | 202 кг | 368 кг          | 4     |
| 2012 | Чемпионат Европы        | Анталья          | до 94 кг          | 170 кг | 208 кг | 378 кг          | 4     |
| 2012 | Летние Олимпийские игры | Лондон           | до 94 кг          | 175 кг | 210 кг | 385 кг          | 3     |
| 2013 | Чемпионат мира          | Вроцлав          | до 94 кг          | 170 кг | 210 кг | 380 кг          | 6     |
| 2014 | Чемпионат Европы        | Тель-Авив        | до 94 кг          | 170 кг | 210 кг | 380 кг          | 2     |
| 2014 | Чемпионат мира          | Алма-Ата         | до 94 кг          | 172 кг | 211 кг | 383 кг          | 6     |
| 2015 | Чемпионат мира          | Хьюстон          | до 94 кг          | 170 кг | 205 кг | 375 кг          | 6     |
| 2016 | Чемпионат Европы        | Фёрде            | до 94 кг          | 176 кг | 211 кг | 387 кг          | 1     |